# Szałstry
Szałstry (deutsch Schaustern) ist ein Ort in der polnischen Woiwodschaft Ermland-Masuren. Er gehört zur Gmina Jonkowo (Landgemeinde Jonkendorf) im Powiat Olsztyński (Kreis Allenstein).

## Geographische Lage
Szałstry liegt am Jezioro Szałstry (Schaustern-See) im Westen der Woiwodschaft Ermland-Masuren, 20 Kilometer nordwestlich der Kreis- und Woiwodschaftshauptstadt Olsztyn (deutsch Allenstein).

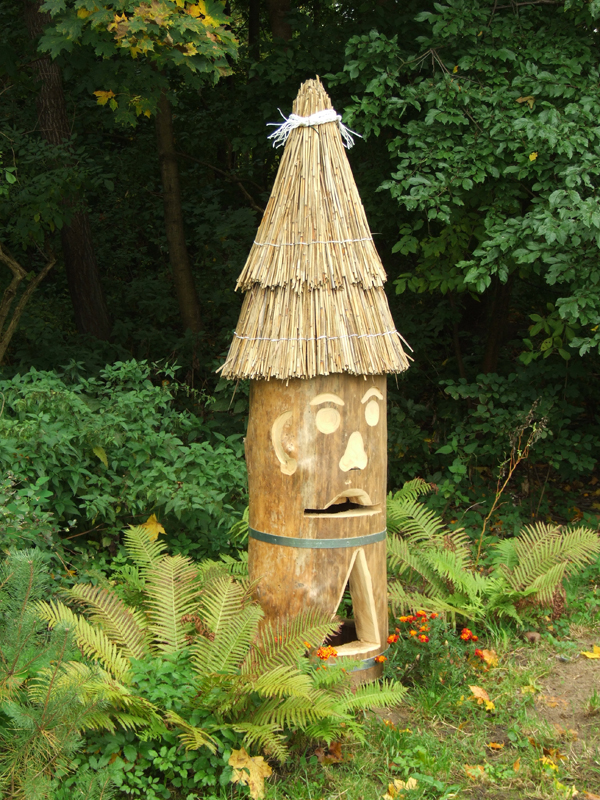
Imitation eines hölzernen Bienenstocks in der Nähe von Szałstry

|  |

## Geschichte
Der seinerzeit Wisacker – nach 1352 Sawstern, vor 1785 Szastry – genannte Ort wurde 1352 in der Feldmark Gudikus durch den Prußen Sinsaten gegründet. 1785 verzeichnete das königliche Bauerndorf 27 Feuerstellen, und die Volkszählung am 3. Dezember 1861 erbrachte 50 Wohngebäude bei 364 Einwohnern.
1874 wurde Schaustern Teil des neu errichteten Amtsbezirks Kockendorf im ostpreußischen Kreis Allenstein, der bis 1945 bestand. 392 Einwohner zählte Schaustern im Jahre 1910.
Am 30. September 1928 vergrößerte sich Schaustern um den Nachbarort Labens (1938 bis 1945 Gulben, polnisch Łabędź), der eingemeindet wurde. Die Zahl der Einwohner der so veränderten Gemeinde belief sich 1933 auf 389 und 1939 auf 358.
Als 1945 das gesamte südliche Ostpreußen in Kriegsfolge an Polen fiel, erhielt Schaustern die polnische Namensform „Szałstry“. Heute ist das Dorf eine Ortschaft innerhalb der Landgemeinde Jonkowo (Jonkendorf) im Powiat Olsztyński (Kreis Allenstein), von 1975 bis 1998 der Woiwodschaft Olsztyn, seither der Woiwodschaft Ermland-Masuren zugehörig. Im Jahre 2021 zählte Szałstry 194 Einwohner.

## Kirche
Bis 1945 war Schaustern in die evangelische Kirche Allenstein in der Kirchenprovinz Ostpreußen der Kirche der Altpreußischen Union, außerdem in die römisch-katholische Kirche Neu Kockendorf (polnisch Nowe Kawkowo) im Bistum Ermland eingepfarrt.
Heute besteht für Szałstry der Bezug evangelischerseits weiterhin zu der – nun mit einem Namen versehenen – Christus-Erlöser-Kirche in Olsztyn, jetzt der Diözese Masuren der Evangelisch-Augsburgischen Kirche in Polen zugeordnet. Katholischerseits gehört das Dorf nun zur Pfarrei in Łukta (Locken) im Erzbistzum Ermland.

## Verkehr

### Straße
Szałstry liegt an einer Nebenstraße, die die beiden Kreisstraßen (polnisch Droga powiatowa, DP) DP 1203N und 1368N bei Nowe Kawkowo (Neu Kockendorf) bzw. Wołowno (Windtken) verbindet. Außerdem enden zwei Straßen  aus Nachbarorten in Szałstry.

### Schiene
Südlich der Ortsgrenze von Szałstry verläuft die Bahnstrecke Olsztyn–Bogaczewo. Sie ist die Bahnlinie 220 der Polnischen Staatsbahn (PKP). Die Szałstry am nächsten liegende Bahnstation ist Wołowno.